# Rabbit-Proof Fence
Rabbit-Proof Fence är en australiensisk långfilm från 2002 i regi av Phillip Noyce, med Everlyn Sampi, Tianna Sansbury, Laura Monaghan och David Gulpilil i rollerna. Filmen är baserad på en bok med samma namn av Doris Pilkington Garimara, som handlar om författarens mor.

## Handling
Handlingen utspelar sig 1931, då det var vanligt i Australien att aboriginers barn, och särskilt då "halvblod", dvs barn som var hälften aborigin och hälften "vit", tvångsförflyttades till barnhem och institutioner. Dessa barn kallas numera "The Stolen Generations" Den stulna generationen.
Filmen berättar om tre små flickor som rymmer från det barnhem dit de flyttats, flera hundra mil hemifrån. Deras enda chans att hitta hem är att hitta det "kaninsäkra stängslet" och sedan följa det hem. Samtidigt jagas de av nitiska myndigheter, som har hjälp av en infödd spårare.

## Rollista
| Everlyn Sampi     | – Molly Craig             |
| Tianna Sansbury   | – Daisy Craig Kadibill    |
| Laura Monaghan    | – Gracie Fields           |
| David Gulpilil    | – Moodoo                  |
| Ningali Lawford   | – Maud - Molly's Mother   |
| Myarn Lawford     | – Molly's Grandmother     |
| Deborah Mailman   | – Mavis                   |
| Jason Clarke      | – Constable Riggs         |
| Kenneth Branagh   | – A.O. Neville            |
| Natasha Wanganeen | – Nina, Dormitory Boss    |
| Garry McDonald    | – Mr. Neal at Moore River |
| Roy Billing       | – Police Inspector        |
| Lorna Lesley      | – Miss Thomas             |
| Celine O'Leary    | – Miss Jessop             |
| Kate Roberts      | – Matron at Moore River   |